# 부여 관북리 유적
부여 관북리 유적(扶餘 官北里 遺蹟)은 대한민국 충청남도 부여군 부여읍 관북리에 있는 백제의 왕궁지로 알려져 있다. 2001년 2월 5일 대한민국의 사적 제428호 부여관북리백제유적으로 지정되었다가, 2011년 7월 28일 부여 관북리 유적으로 명칭이 변경되었다.

## 개요
부여군 부여읍 관북리 725번지에 위치한 이 유적은 현재 왕궁지로 알려져 있다.
'82년부터 이 일대를 중심으로 충남대학교 박물관에서 5차에 걸쳐 발굴조사하여 '83년도에는 방형석축연지(方形石築蓮池)가 발견되었고, '88년 발굴조사에서는 토기 구연부에 북사(北舍)라는 명문이 발견되었으며, '92년 조사에서는 현재 국립부여문화재연구소의 남쪽 50m 지점에서 백제시대의 도로유적과 배수시설이 드러났다.
삼국시대의 궁궐 중 고구려의 안학궁을 제외하면 아직까지 신라와 백제의 왕궁은 정확한 위치를 알 수 없지만, 백제시대 마지막 도읍이었던 사비도성의 일부 유적이 밝혀진 것은 매우 중요한 학술적 의미를 지닌다고 할 수 있다.

## 세계 유산 등재
2015년 7월 4일 독일 본에서 열린 제39차 유네스코 세계유산위원회(WHC)에서 백제역사유적지구(총 8개의 유적지들 중 공주지역에 2곳(공산성, 송산리 고분군), 부여 4곳(관북리 유적 및 부소산성, 능산리 고분군, 정림사지, 부여 나성)가 세계 유산 등재 심사를 최종 통과했다. 이번 세계 유산 등재는 충청권에서는 최초로 선정되었다.

## 참고 자료
- 부여 관북리 유적 - 국가유산청 국가유산포털